# Prinsens Palæ
Prinsens Palæ (også stavet Prinsens Palais) er et historisk palæ ved Frederiksholms Kanal i København.

## Historie
Hovedbygningen er opført af hofbygmester Nicolai Eigtved i 1743-1744 som tronfølgerbolig for kronprins Frederik (den senere Frederik 5.) og kronprinsesse Louise. Det blev ombygget og restaureret i 1766-1768 og overtaget af staten i 1849, hvorefter bygningen blev anvendt til forskellige formål, deriblandt til museumssamlinger, der resulterede i åbning af Nationalmuseet i 1892. Der blev foretaget tilbygninger i 1929-1936 samt i 1989-1992, hvor museets areal blev udvidet med omkring 6.000 m².

## Beskrivelse
Bygningen, der er fredet, er et af Danmarks ældste rokoko-palæer i ren fransk stil med en lav portfløj med balustrade ud mod Frederiksholms Kanal og Christiansborg. Eigtveds oprindelige interiørkunst kan fortsat ses flere steder i hovedbygningen. Haven, der blev anlagt af Eigtved som et fransk anlæg, blev inddraget under udvidelsen i 1932. Riddersalen var i en periode atelier for kunstmalerne Jens Juel og N.A. Abildgaard, indtil den blev overtaget af Højesteret, hvis bygninger var gået til under Christiansborgs brand i 1794.

## Ejere af Prinsens Palæ
- (1684-1712) Wigand Michelbecker
- (1712-1730) W. Edinger
- (1730-1849) Kronen
- (1849-) Den Danske Stat